# Geonotus vittatus
Geonotus vittatus är en insektsart som först beskrevs av Brunner von Wattenwyl 1895.  Geonotus vittatus ingår i släktet Geonotus och familjen vårtbitare. Inga underarter finns listade i Catalogue of Life.